# 祖絲
祖絲（英語：Josie Ho，1989年2月19日—)，本名何芷晴，澳門女歌手、司儀，澳門組合MFM的成員之一。現為超級娛樂藝人，以及金沙中國有限公司旗下威尼斯人澳門股份有限公司企業傳訊部公關。父親為澳門立法會建制派議員何潤生，外祖父為前澳區全國人大代表、澳門街坊會聯合總會榮譽會長吳仕明。

## 簡介
澳門兼職藝人，主持及演員，組合MFM成員。畢業於美國肯薩斯州大學，修讀新聞系，正修讀澳洲Deakin University傳理系碩士課程。自2004年起，曾參加多個澳門及美國的歌唱比賽，並舉行過個人及聯合音樂會。曾入選「中國好聲音-澳門站」十五強歌手。2014年開始活躍於澳門各大型活動司儀工作，更多次成為澳門政府部門及六大博彩企業活動司儀。2015年推出首張個人專輯「何芷晴」及參與電影及短劇拍攝工作，微電影作品包括《超時空地球保衛戰》、《超時空地球保衛戰II – 末日帝國》、《高菁》及短劇《衝線》。祖絲形象健康正面，獲不少本地商戶及團體邀請成為代言人，如2014年起任俏佳人美容院代言人，2018年任CG Beauty代言人、2015年獲能源辦邀請主唱主題曲《全靠有你‧能源》，宣揚節能訊息，2016年任澳門弱智人士家長協進會的年度代言人等。2017年與羅嘉豪及AJ組成MFM於香港出道，簽約香港星娛樂旗下，先後推出兩張組合專輯《我們的主題曲》及《Memories》。2018年於澳門威尼斯人劇場舉行《MFM三人行演唱會》。
個人獎項：《澳廣視至愛新聽力歌曲頒獎典禮》最佳演繹獎、《MACA流行歌曲創作大賽》最佳演繹獎
代表作品：暫時未有

## 相關事件
2017年，有網民發現羅嘉豪、AJ和祖絲三人的臉書專頁皆有大量來自埃及與泰國的「粉絲」，而三人的作品主要是以廣東話歌曲為主，且僅於港澳地區範圍活動，此外，羅嘉豪以其企業「超級娛樂」的名義獲澳門政府的文化產業基金批出超過200萬的項目補貼及貸款，故有聲音質疑三人是否曾經「買讚」和詐騙政府資助。
2018年8月，三人在接受新城電台訪問時回應「欺騙政府資助」的質疑，他們形容事件是「網民挑釁」，強調自己沒有欺騙政府資助，但他們沒有在訪問中提及有關埃及和泰國粉絲的事，而「超級娛樂」的臉書專頁曾留言說「藝人的FB買like不是什麼秘密」，對此有網民提出三點問題：
- 三名歌手專頁上的包括大量埃及和泰國粉絲的「讚」全部是自然累積而來，還是「買」來的？
- 若曾經「買讚」，那三人是否曾於向政府申請資助的計劃中，詳細列明部份批給款項將用作「買讚」作為市場操作手段？
- 若沒有向政府提及「買like」作為市場操作手段，那麼在遞交政府的資助報告中，是否以三人的臉書專頁讚好數字，作為項目成果指標之一？[6]

## 外部連結
- 祖絲的Instagram帳戶